# さとう千日
さとう 千日（さとう ちか、1980年5月27日 - ）は、宮城県仙台市を拠点にタレント活動をしている日本のラジオDJ。
宮城県古川市（現・大崎市）出身。エス・キャスト仙台所属。過去には仙台SOSモデルエージェンシーに所属していた。
名前がすべて漢字表記となる佐藤 千日（読み同じ）での活動例もあり、エス・キャスト仙台公式サイトのプロフィールページにはこちらの名義が名前欄に記されている。また、出演番組の公式サイトにも佐藤名義での記載例が見られる。

## 出演

### テレビ番組
- 東北じゃらん旅のナビゲーター（ケーブルテレビ キャベツ） - リポーター
- あッ!晴れテレビ（ミヤギテレビ） - ランチリポーター
- 体感TVぐらまらす（東北放送） - リポーター
- 2時のチャイハネ（東北放送）
- 突撃!ナマイキTV（東日本放送）
- 生活応援隊（東日本放送）
- 恋のから騒ぎ（日本テレビ） - 7期生[3]
- 東北トラベラー！（J:COM 仙台キャベツ/旅チャンネル）
- ゴゴイチ★スタジオ（J:COM 仙台キャベツ）
- スキダッちゃ!!（J:COM 仙台キャベツ） - 水曜担当
- デイリーニュース（J:COM 仙台キャベツ）
- 福島まるごとライブ ヨジデス（福島放送）

### ラジオ番組
- MOVE ON DATE（Date fm）
- AIR HIPS（Date fm）
- AIRJAM Night（Date fm）
- AIRJAM Friday（Date fm）
- オオサキユノラジ（Date fm）

### CM
- 東北観光誘致協会 ラジオCM - ナレーター
- セキスイハイム
- ゼビオ
- HONDA
- 仙台市ガス局
- スキンケアクリニック
- 秋田県立男鹿水族館 (GAO)
- 東邦銀行
- ルナホーム
- GRAPHIC

### ウェブサイト
- 仙台テレビ → 宮城インターネットテレビ（仙台・宮城のタウン情報発信サイト） - レギュラー出演